# Arytera divaricata
Arytera divaricata, conocida como Coogara, Coogera o Tamarindo rosa (Rose Tamarind) Tamarindo rosa es un árbol común del bosque lluvioso del este de Australia. Es una planta atractiva con hojas nuevas brillosas pálidas. Crece en condiciones bastante secas.
El límite más austral de su distribución es Port Stephens (32° S) en Nueva Gales del Sur, se extiende hasta la Península del Cabo York en la punta más septentrional de Australia. 

## Descripción
Es un pequeño árbol con las hojas maduras oscuras. Logra una altura de más de 35 metros de alto, sin embargo se le ve usualmente de menos de diez metros. La base del árbol es menos rebordeada. Tiene la corteza delgada lisa y grisácea.
Las hojas son pinadas y alternadas, de dos a seis pares de foliolos. La forma de la hoja es lanceolada a ovada, no dentada. Los foliolos de 5 a 15 cm de largo y de 1.5 a 6 cm de ancho. Vellosos y coriáceos. Usualmente no tiene la punta afilada. Son verde brillosas en el haz. Son rojas, amarillas y después amarillas en el nuevo follaje. El tallo de la hoja mide de 3 a 6 mm de largo. La vena central elevada en el haz y el envés. Las hojas con las venas bien determinadas. Tiene de 8 a 12 venas laterales principales en la hoja.
Las flores se forman de noviembre a abril, siendo de color crema, en panículas largas y vellosas. El fruto es una cápsula con tres lóbulos. Las semillas cafés de forma oval están  encerradas en un arilo rojo carnoso. Las semillas maduran desde junio u octubre. La germinación de la semilla es confiable. Con frecuencia tan rápido como siete días para que se muestren las raíces.

## Usos
Es un árbol ornamental. La madera es muy dura, y se sabe que rompe hachas.

## Taxonomía
Arytera divaricata fue descrita por Ferdinand von Mueller   y publicado en Transactions and Proceedings of the Philosophical Institute of Victoria 3: 25, en el año 1859.
Etimología
El nombre genérico Arytera viene de la palabra griega para copa. Las valvas de la fruta son de una forma de copa. El nombre divaricata del latín se refiere a los ramilletes de las panículas florales ampliamente extendidos.
Sinonimia
- Arytera exostemonea Domin
- Arytera oshanesiana (F.Muell.) Radlk.[2]